# Świadkowie Jehowy w Sudanie Południowym
Świadkowie Jehowy w Sudanie Południowym – społeczność wyznaniowa  w Sudanie Południowym, należąca do ogólnoświatowej wspólnoty Świadków Jehowy, licząca w 2023 roku 1910 głosicieli, należących do 34 zborów. Na dorocznej uroczystości Wieczerzy Pańskiej w 2023 roku zgromadziło się 6857 osób. Działalność miejscowych głosicieli koordynuje kenijskie Biuro Oddziału w Nairobi. Biuro Krajowe znajduje się w Dżubie.

## Historia

### Początki
Pierwsi Świadkowie Jehowy pojawili się w Sudanie w 1949 roku. Działalność kaznodziejską prowadził Demetrius Atzernis, pochodzący z Egiptu misjonarz, absolwent Biblijnej Szkoły Strażnicy – Gilead. W 1950 roku rodzina egipskich współwyznawców, handlarzy wełny, przeprowadziła się z Kairu w Egipcie do Chartumu. Krzewili religię głównie wśród swoich klientów – w tym tych z terenów obecnego Sudanu Południowego. Na przełomie lat 50. i 60. XX wieku powstał tam pierwszy zbór. Pod koniec lat 70. XX wieku miejscowych Świadków Jehowy kilkakrotnie odwiedzał misjonarz Willie Davis, który wcześniej prowadził działalność religijną w Etiopii. W 1973 roku na południu działało kilka małych grup zainteresowanych oraz ochrzczono 16 osób.

### Zakaz działalności
W 1987 roku nastąpił zakaz działalności wyznania na terenie całego ówczesnego Sudanu, który objął przeszło 260 głosicieli, w większości zamieszkujących południowe rejony kraju. Byli prześladowani i więzieni, jednak ich liczba szybko rosła.

### Rejestracja prawna i rozwój działalności
W 1990 roku  Świadkowie Jehowy w jednej z prowincji na terenie obecnego Południowego Sudanu zostali uznani prawnie. W czerwcu 2006 roku Świadkowie Jehowy zostali zalegalizowani w ośmiu prowincjach południowego Sudanu. Powstały nowe Sale Królestwa.
W styczniu 2011 roku zachowujący neutralność w sprawach politycznych Świadkowie Jehowy nie brali udziału w referendum niepodległościowym w Sudanie Południowym. Dotknęły ich w związku z tym prześladowania. Według agencji Reuters doszło do podpalenia Sali Królestwa. 27 stycznia gubernator stanu Ekwatoria Zachodnia, Bangasi Joseph Bakosoro, ogłosił zniesienie zakazu działalności Świadków Jehowy, wprowadzonego w tym stanie na czas referendum w sprawie niepodległości Sudanu Południowego.
W Biurze Tłumaczeń w Dżubie tłumaczy się publikacje i materiały audio-wideo na język zande.
Kongresy odbywają się w języku angielskim, arabskim i zande.